# Лебедин (Звенигородський район)
Лебеди́н — село в Україні, у Звенигородському районі Черкаської області. У селі мешкає 3467 людей.

## Походження назви
За однією з версій назва Лебедин походить від назви однойменного величезного лісового масиву. Вперше ліс Лебедин показаний на карті Боплана в 17 столітті.
За місцевою легендою, назва села походить від імені козака Лебедя, який першим поселився серед лісу та заснував поселення.
Ще одна легенда твердить, що у цій місцевості водилося багато водоплавних птахів, а особливо лебедів. Тому не виключено, що цей прекрасний птах і дав назву селу.

## Історія
Перша письмова згадка про село знаходяться у так званій Литовській Метриці, де зазначено, що князь Казимир віддав Лебедин Івашку Львовичу на віленському сеймі 1448 р.
Пізніше Лебедин знаходився у власності відомих дворянських родин: українських князів Глинських (Олена Василівна Глинська вийшла заміж за Московського князя Василя і стала матір'ю царя Івана Грозного), польських — Конецпольських, Любомирських, російських князів та поміщиків Потьомкіна, Висоцького, Лопухіних, Роговських.
За люстрацією 1552 Лебедином володіли спільно Ян Кельбовський та Михайло Грибунович.
Богдан Хмельницький після захоплення у війні з Конецьпольським «70 міст і сіл без числа і пасік незміряних, з яких були великі прибутки» у Лебедині мав свою пасіку. У селі ця місцина ще й досі зветься «Пасі́ки».
У 1657 в Лебедині розпочато будівництво Георгіївського чоловічого монастиря. У XVII столітті монастир був у занепаді, але у другій половині XVII століття почався розквіт обителі. В 1711 році монастир був спалений, нова споруда монастиря була побудована в 1720 році князем Юрієм Олександром Любомирським. За активну підтримку козацьких заворушень монастир не раз отримував від українських гетьманів привілеї. В 1845 році Лебединський Георгіївський чоловічий монастир припинив своє існування.
Князь Любомирський Францишек Ксаверій (1747—1819 рр.) виділив у 1779 зі своїх володінь частину землі для будівництва Свято-Миколаївського Лебединського жіночого монастиря.
У 1823 в Лебедині побував малий Тарас Шевченко зі своєю сестрою Катериною, яка приходила помолитися перед шлюбом за щасливе подружнє життя у Миколаївський жіночий монастир. Тодішіні спогади одного із монахів послужили основою створення знаменитої поеми «Гайдамаки».

Дзвіниця Лебединського Миколаївського монастиря. 1823 р.

У Лебедині діяла ґуральня та цегельня, церковнопарафіяльна школа, а у 1875 році відкрито однокласне початкове народне училище Міністерства народної освіти.
У 1846 році в Лебедині розпочалося будівництво цукроварні, а у 1854 році було побудовано рафінацію. У 1902 році пожежа знищила заводи, але брати Бродські побудували у 1904 році новий потужний рафінадний завод, продукція якого цінувалася на міжнародному ринку. Додаткова переробка сировини приносила височенні прибутки, задовольняла високий європейський попит на рафінад. Нові корпуси заводу було збудовано із цегли, вони збереглися до наших днів.
Станом на 1885 рік у колишньому власницькому селі, центрі Лебединської волості Чигиринського повіту Київської губернії, мешкало 4100 осіб, налічувалось 923 дворових господарства, існували 2 православні церкви, училище, 2 школи, 9 постоялих будинків, 14 лавок, 34 вітряних і 2 кінних млини, відбувались базари по неділях. За 2 версти — бурякоцукровий завод. За 3 версти — винокурний завод.
За переписом 1897 року кількість мешканців зросла до 6982 осіб (3547 чоловічої статі та 3435 — жіночої), з яких 6552 — православної віри.
Під час Визвольних змагань 1917-1920-х років завод зупинився через нестачу сировини, оскільки колишні поміщицькі землі роздали селянам, які стали сіяти переважно зернові культури, а не цукрові буряки.
Майже 20 років завод не працював, а згодом його було демонтовано. У 1935—1936 роках на місці колишнього цукрозаводу збудували новий завод — з очищення насіння цукрових буряків, що в 2007 році відмітив своє 70-річчя. Нині Лебединський насіннєвий завод є одним з найпотужніших промислових підприємств в Україні.
Зберегти завод в роки війни допоміг подвиг розвідників 69-ї гвардійської стрілецької дивізії 4-ї гвардійської армії 2-го Українського фронту, що діяла в цьому районі. З 24 січня по 3 лютого 1944 року в тилу 389-ї піхотної дивізії німців діяла розвідувальна група під командуванням командира взводу кінної розвідки 208-го гвардійського стрілецького полку 69-ї гв. сд. гвардії молодшого лейтенанта Олексія Новожилова. 27 січня 1944 року він разом із 5-ма розвідниками увірвався до Лебедина і вигнав групу німецьких підривників чисельністю понад 20 чоловік, чим запобіг підриву цукрового заводу і залізничного полотна на станції Златопіль. Наступні 2 дні Новожилов разом із своїми бійцями Сергієм Назаркіним, Михайлом Даніловим та іншими утримував цукровий завод і залізничну станцію до підходу основних сил 69-ї дивізії.
Відзначились в Лебедині і бійці під командуванням гвардії старшого сержанта Олексія Матвєєва зі складу 71-ї окремої гвардійської розвідувальної роти цієї ж дивізії. 27 січня група солдат противника чисельністю 30 чоловік намагалась підірвати цукровий завод. Раптовим і сильним автоматним вогнем і гранатами з засідки, влаштованої Матвєєвим, 11 з них були знищені. Групою було захоплено вибухові матеріали й документи, які належали 589-му саперному батальйону німців. Успішно діяли поблизу Лебедина і безпосередньо в ньому бійці 71-ї роти: Григорій Лапшов, Віктор Орлов, Борис Чугунов, Іван Дєнісов.
27 січня 1944 року під час наступу на Лебедин командиром роти бронетранспортерів 96-го окремого мотоциклетного батальйону 20-го танкового корпусу старшим лейтенантом Євгеном Галигіним було розгромлено обоз складом 150 підвод, знищено 70 гітлерівців, захоплено 2 полонених і мотоцикл. В районі заводу було знищено 18 гітлерівців, захоплено 3 полонених і мотоцикл. Екіпажем молодшого сержанта Олександра Казакова зі складу 96-го омцб було взято в полон 2-х ворожих солдат, ще 3-х було знищено, захоплено автомобіль і мотоцикл, сержант цього ж батальйону Олексій Клешненко знищив 2-х гітлерівців, сержант Іван Устьянський захопив легковий автомобіль, в кому було знайдено карти і цінні документи. Зі складу 8-ї гв. тбр першими у Лебедин увірвалися танки гвардійців 303-го танкового батальйону: старшого сержанта Павла Загайнова, сержанта Шукюра Касимова та молодшого лейтенанта Костянтина Козлова. Бійці 8-ї гв. тбр відзначилися і в бою на вулицях Лебедина: гв. єфрейтор Леонід Устінов знищив 6 гітлерівців, гв. єфрейтор Володимир Єрмаков — 11 німецьких солдат, гв. червоноармієць Георгій Малигін знищив 6-х і взяв у полон 2-х солдатів противника. Командиром взводу автоматників мотострілецько-кулеметного батальйону 80 тбр молодшим лейтенантом Миколою Лагачовим під час ведення розвідки було знищено одного гітлерівця, захоплено коня і автомобіль. Увірвавшись першим на центральну вулицю села, стрілок 206-го окремого саперного батальйону червоноармієць Михайло Князєв знищив кулеметний розрахунок. Загалом, в бою за Лебедин бійцями 20-го танкового корпусу було знищено понад 120 гітлерівців, розгромлено штаб 389-ї піхотної дивізії.
З Лебедином пов'язаний подвиг ряду бійців 5-го Донського гвардійського кавалерійського корпусу. 30 січня 1944 року під масований штурмовий удар ворожих літаків потрапила колона 45-го гвардійського кавалерійського полку. Незважаючи на важкі умови, лікар полку гвардії капітан Олена Пастухова швидко розгорнула медпункт і протягом 5-6 годин ретельно надала первинну медичну допомогу 38 пораненим козакам та своєчасно евакуювала їх. Старший фельдшер дивізіону протиповітряної оборони 12-ї гвардійської кавалерійської дивізії Георгій Леонов виніс з поля бою 9 поранених козаків — 7 рядових і 2 офіцерів. Своєчасно надав первинну медичну допомогу пораненим фельдшер 9-го гвардійського саперного ескадрону 12-ї гв. кд Мамед Хайрутдінов. Активним і безпосереднім порятунком поранених займалась лікар ординатор хірургічного відділення 15 гв. медично-санітарного ескадрону 12-ї гв. кд Ніна Грабовська. В нагородних листах на ім'я бійців 50-го окремого дивізіону ППО 12-ї гв. кд — командира 1-го ескадрону М. Гудзя, командира зенітної батареї Д. Кузьміна, командирів взводів П. Пітулька, М. Ляшка, В. Головіна, П. Грігорьєва та інших зазначено збитий літак Ю-87. Загалом, під час авіанальоту 30 січня 1944 року зенітниками було відбито 6 повітряних атак ворога.

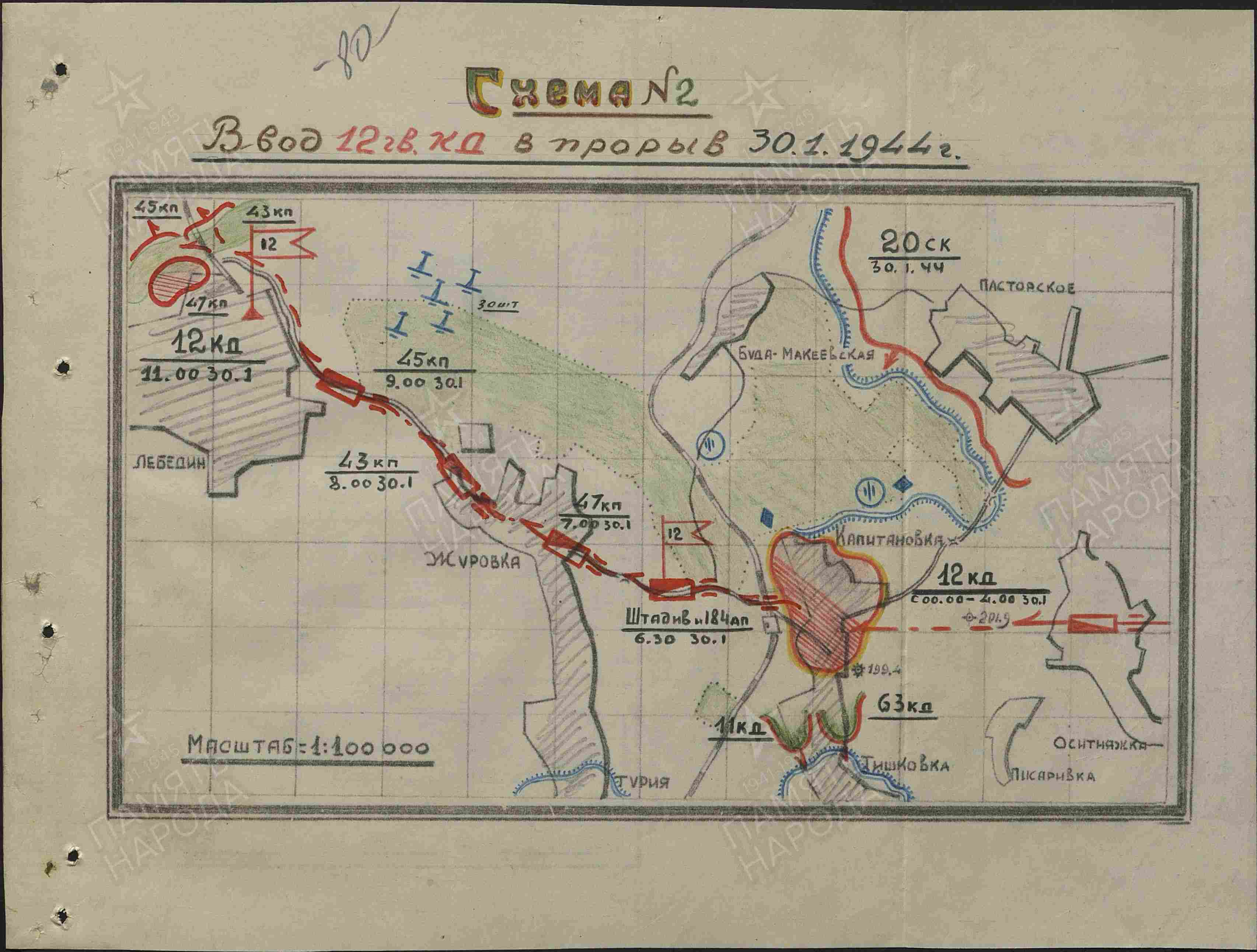
Введення 12 гв. кд в прорив 30.01.1944 р.

«О 15:45 29.1.44 р. отримано бойовий наказ штакора, за яким командир дивізії віддав наступний бойовий наказ: „дивізії негайно вийти у вихідний район КАПІТАНІВКА і далі рухатися в авангарді корпусу у напрямі КАПІТАНІВКА, ЖУРАВКА, ЛЕБЕДИН, ШПОЛА, с подальшим поворотом на північ, маючи наступний бойовий порядок: головний полк 45 гв. кп, …за 45 гв. кп головні сили дивізії / 43 гв. кп, штадив, 47 гв. кп, 184 гв. амп /. … К 1:00 30.1.44 дивізія вийшла у вихідний район КАПІТАНІВКА, звідки негайно увійшла в прорив і рухалась в авангарді корпусу у вищевказаному напрямі. На марші, до ЛЕБЕДИН, дивізія рухалась під сильним впливом авіації противника, який групами до 30 літаків безперервно бомбив і штурмував бойові порядки дивізії… Здійснивши марш бездоріжжям, по сильно пересіченій місцевості, дивізія до 11:00 30.1.44 вийшла в район ліс північніше ЛЕБЕДИН, звідки після двохгодинного привалу, необхідного для приведення частин в порядок після авіаційного нападу противника і підтягування артилерії й боєприпасів, перейшла в рішучий наступ у напрямі МАР'ЯНІВКА, НАДТОЧАЇВКА, БУРТИ с завданням оволодіння останніми, не даючи можливості відходу противнику в південному і південно-західному напрямку. Від авіації противника на марші до ЛЕБЕДИН, дивізія мала наступні втрати. В особовому складі: вбито — 6 чоловік, поранено — 24 чоловіки. В кінському складі: вбито — 180, поранено — 17. В матеріальній частині: розбито один кулемет ДШК. Вихід дивізії в район ЛЕБЕДИН з наступним наступом на НАДТОЧАЇВКА, БУРТИ забезпечив завершення оточення німецько-фашистських військ, розташованих в дузі північніше ШПОЛА — ЗВЕНИГОРОДКА.“
Згідно з текстом „Оперзведення № 46 штадив 12 гв. кдкк до 24:00 30.1.44 року“, о 17:00 на північній околиці Лебедина відбувся бій 43 гв. кп, який вів наступ на Матусів, Мар'янівку, Сигнаївку і Бурти, проти 17 танків противника, що контратакував. 43 гв. кп був підсилений 1-м і 4-м дивізіонами 184 гв. амп.
З нагородного листа на ім'я підполковника Семена Дуднікова: „30.1.44 43 гв. ккп, діючи проти переважаючих сил противника, відбивши контратаку противника до полку піхоти з 17-ма танками, і знищивши при цьому 4 танки і понад 150 солдатів і офіцерів, до 18:00 рішучою атакою оволодів МАР'ЯНІВКА, МАТУСІВ.“
З урахуванням того факту, що 54 тп діяв спільно з 63 кд, допомогу у відбитті танкової контратаки противника, імовірно, надала 25-а танкова бригада 29 тк, яка цього дня здійснила рейд з Ташлика через Матусів на Лебедин. Про появу підрозділів 25 тбр в Лебедині 30.01.1944 р. свідчать нагородні документи лейтенанта А. Аюпова.
З нагородного листа на ім'я командира роти середніх танків 3 танкового батальйону 25-ї танкової бригади лейтенанта Олександра Полякова: „1 лютого 44 р. на північній окраїні села Лебедин рота під його командуванням відбивала контратаку 13 танків і роти піхоти противника. Його рота в цьому бою підбила 3 танки і знищила до 40 солдат і офіцерів противника“. В даному документі дата 1 лютого 1944 р., швидше за все, вказана помилково. Це підтверджується двома фактами. По-перше, протягом 30-31 січня 1944 року Матусів, Мар'янівка і Сигнаївка вже були звільнені, і удар з боку цих населених пунктів був уже неможливим. По-друге, сама 25 тбр уранці 1 лютого вже перемістилася до Іскреного. Тож, бій за участі роти О. Полякова на північній околиці Лебедина міг відбутися не пізніше ранку 31 січня і лише спільно із силами 43 гв. кп.
Чимало козаків з особового складу 12-ї гв. кд знайшли свій останній притулок у братській могилі в центрі села. Зокрема, в обліковій картці військового поховання в центрі села зазначені імена наступних воїнів дивізії, загиблих 30.01.1944 р.:
1. Глушко, Григорій Якович, старший сержант, майстер гармат, 54 тп; 1913 р.н., уродженець м. Балаклея Харківської обл.
2. Долгов, Іван Іванович, гв. козак, рядовий кавалерист, 47 гв. ккп; 1910 р.н., уродженець с. Калачі, Калачевський р-н, Сталінградська обл.
3. Забєй-ворота, Павло Абрамович, гв. козак, 45 гв. ккп; 1892 р.н., уродженець с. Мокра Єльмута, Пролетарський р-н, Ростовська обл.
4. Козар, Олексій Євтихійович, гв. мол. лейтенант, командир мінометного взводу, 45 гв. ккп; 1906 р.н., уродженець с. Благодатне, Полтавська обл.
5. Кріпенюк, Петро Ілларіонович, гв. козак, рядовий мінометник, 45 гв. ккп; 1925 р.н., уродженець с. Логвино, Володарський р-н, Київська обл.
6. Чорноусов, Павло Сергійович, гв. козак, рядовий кавалерист, 47 гв. ккп; 1903 р.н., уродженець с/р Острів'янська, Орловський р-н, Ростовська обл.
7. Шевченко, Олександр Гордійович, гв. козак, рядовий кавалерист, 47 гв. ккп; 1906 р.н., уродженець с. Мартинівка, Мартинівський р-н, Ростовська обл.
8. Якушин, Микола Петрович, гв. козак, рядовий артилерійський майстер, 47 гв. ккп; 1898 р.н., уродженець м. Шахти, Ростовська обл.

Імена інших козаків з особового складу 12 гв. кд, загиблих 30.01.1944 р. і похованих в Лебедині, вказані в іменних списках безповоротних втрат дивізії.
1. Дробишев, Леонід Васильович, гв. козак, рядовий зенітник, 50 гв. д-н; 1902 р.н., уродженець Курської обл.;
2. Виставний, Володимир Сергійович, гв. козак, рядовий кавалерист, 45 гв. ккп;
3. Штанько Семен Васильович, гв. козак, їздовий кавалерист, 45 гв. ккп; 1893 р.н., уродженець Веселовського р-ну, Ростовська обл.;
4. Бабаєв, Микола Петрович, гв. козак, писар мінометної батареї, 45 гв. ккп; 1901 р.н, уродженець Орловського р-ну, Ростовська обл.;
5. Дуванаєв, Акша, гв. козак, рядовий кавалерист, 47 гв. ккп; 1924 р.н., уродженець Іссик-Кульської обл., Киргизька РСР;
6. Намазбаєв, Увудей, гв. козак, рядовий кавалерист, 47 гв. ккп; 1907 р.н., уродженець Іссик-Кульської обл., Киргизька РСР;
7. Колєсніков, Григорій Іванович, гв. козак, рядовий кавалерист, 47 гв. ккп; 1920 р.н., уродженець м. Азов, Ростовська обл.;
8. Фєдосов, Володимир Іванович, гв. козак, рядовий кавалерист, 47 гв. ккп; 1914 р.н., уродженець Московської обл.;
9. Ціон, Микола Іванович, гв. козак, рядовий кавалерист, 47 гв. ккп; 1914 р.н., уродженець Чістяківського р-ну, Сталінградська обл.;
10. Харітонов, Григорій Петрович, гв. козак, рядовий кавалерист, 47 гв. ккп; 1899 р.н., уродженець В'язівського р-ну, Сталінградська обл.

Загалом, за даними, наведеними в бойовій характеристиці 12 гв. кд, що представляється до присвоєння найменування „Корсунська“, протягом 29.01-18.02.1944 дивізія втратила: особового складу — 195 вбитими, 618 пораненими, кінського складу — 297 вбитими, 125 пораненими. У лютому-березні 1944 року на території Лебедина містився 284-й похідно-польовий шпиталь 5-го гвардійського Донського кавкорпусу. Списки зберегли імена понад 40 померлих від ран учасників боїв під Городищем і Корсунем, і похованих на території села:
1. Кукушкін Антон Федорович, сержант, командир відділення, 71-й гв. тп, 1909 р.н.,
2. Дикамбаєв Торбай, гв. козак, рядовий, 45 гв. кп 12 гв. кд, 1908 р.н.,
3. Кудяков Гаврило Григорович, гв. козак, рядовий, 37 кп 11 гв. кд, 1912 р.н.,
4. Михайленко Григорій Наумович, гв. козак, рядовий, 41 кп 11 гв. кд., 1901 р.н.,
5. Полуекто Федір Іванович, сержант, командир відділення, 41 кп 11 гв. кд.,1918 р.н.,
6. Халявка Іван Микитович, гв. козак, рядовий, 37 кп 11 гв. кд, 1911 р.н.,
7. Єсіпов Іван Гаврилович, козак, рядовий, 11 гв. кд, 1923 р.н.,
8. Карпенко Петро Іванович, ч-ць, 71 гв. тп, 1921 р.н.,
9. Петрик Овсій Костянтинович, сержант, командир відділення, 37 кп 11 гв. кд, 1915 р.н.,
10. Самохін Кім Тихонович, козак, рядовий, 37 кп 11 гв. кд, 1924 р.н.,
11. Амагян Ваган, козак, рядовий, 223 кп 63 кд, 1912 р.н.,
12. Турчін (Тургін) Федір Трохимович, гв. л-т, командир взводу, 37 кп 11 гв. кд, 1909 р.н.,
13. Абдулаєв Ханва Рахімович, сержант, командир відділення, 71-й гв. тп, 1915 р.н.,
14. Каргін Микола Михайлович, л-т, командир взводу, 222 кп 63 кд, 1918 р.н.,
15. Корькін Микола Вольфович, гв. козак, рядовий, 45 гв. кп 12 гв. кд, 1907 р.н.,
16. Іванов Іван МИхайлович, 37 кп 11 гв. кд,
17. Курін Михайло Максимович, л-т, командир взводу, 71 тп, 1923 р.н.,
18. Щєгольков Микита Михайлович, сержант, командир відділення, 37 кп 11 гв. кд, 1914 р.н.,
19. Чупілкін Ілларіон Дем'янович, гв. козак, рядовий, 45 гв. кп 12 гв. кд, 1892 р.н.,
20. Старовєров Федір Михайлович, гв. ст. с-нт, командир відділення, 7 гв. мсбр, 1921 р.н.,
21. Магомєдов Джамі, сержант, командир відділення, 528 сп, 1905 р.н.,
22. Федоренко Микола Михайлович, сержант, командир відділення, 110 тбр, 1923 р.н.,
23. Ілєвой Маг, гв. козак, рядовий, 41 кп 11 гв. кд., 1901 р.н.,
24. Сафонов Борис Степанович, ст. сержант, помкомвзводу, 41 кп 11 гв. кд., 1918 р.н.,
25. Саїдов Мулкі Мурадович, гв. козак, рядовий, 45 гв. кп 12 гв. кд, 1919 р.н.,
26. Артюхов Сергій Юхимович, гв. козак, рядовий, 41 кп 11 гв. кд., 1922 р.н.,
27. Салімбаєв Умар, гв. козак, рядовий, 41 кп 11 гв. кд., 1924 р.н.,
28. Куценко Костянтин Петрович, гв. козак, рядовий, 37 кп 11 гв. кд, 1910 р.н.,
29. Катков Лаврентій Пилипович, майор, 32 тбр, 1920 р.н.,
30. Мунько Яків Григорович, козак, рядовий, 214 кп 63 кд, 1901 р.н.,
31. Васільєв Олексій Ізмайлович, сержант, командир відділення, 223 кп 63 кд, 1923 р.н.,
32. Чєботарьов Володимир Ілларіонович, сержант, командир відділення, 43 гв. кп 12 гв. кд., 1924 р.н.
33. Дютакай Мурсабек, гв. козак, рядовий, 41 кп 11 гв. кд., 1910 р.н.,
34. Раков Михайло Іванович, гв. козак, рядовий, 41 кп 11 гв. кд., 1912 р.н.,
35. Євдокимов Матвій Федотович, гв. козак, рядовий, 37 кп 11 гв. кд, 1912 р.н.,
36. Годунов Іван Сидорович, гв. козак, рядовий, 37 кп 11 гв. кд, 1910 р.н.,
37. Шарахудінов Музагад, ч-ць, 45 гв. кп 12 гв. кд., 1903 р.н.,
38. Бахмутський Опанас, гв. козак, рядовий, 45 гв. кп 12 гв. кд, 1901 р.н.,
39. Проніщев Василь Никифорович, єфрейтор, 5 гв. кк, 1903 р.н.,
40. Клізубов Володимир Захарович, сержант, командир відділення, 45 гв. кп 12 гв. кд., 1924 р.н.,
41. Плантов Михайло Трохимович, гв. козак, рядовий, 41 гв. кп 11 гв. кд., 1909 р.н.,
42. Жарков Олександр Кулінович,
43. Сухарьов Іван Петрович,
44. Шарамов Василь Миколайович,
45. Воронцов Григорій Іванович,
46. Волков Степан Ілларіонович,
47. Савєльєв Василь Дмитрович.

До падіння німецького гарнізону в Городищі саме Лебедину і сусідній Шполі відводилась роль пунктів, через які мав відбутися прорив радянського кільця і виведення з оточення під Корсунем ворожого угруповання. Таку спробу було зірвано підрозділами 29-го танкового корпусу.
Зі звіту „Бойові дії 25-ї танкової Кіровоградської бригади в період з 29 січня 1944 р. по 13 лютого 1944 року“:
„З 1:00 30.1.44 р. до 18:00 бригада займала оборону на пн.-зх. околиці Ташлик. …До 8:00 31.1.44 р. бригада у складі 18 танків зайняла оборону на пн.-сх. околиці Лебедин. 31.1.44 року. Отримано наказ штакора 29 ТЗК: — бригаді 17:00 зайняти оборону на південній окр. Лебедин. До 17:00 31.1.44 бригада прибула в зазначений район. О 17:15 була атакована 11-ма середніми танками противника з напряму лісу, що південніше Лебедин. Дії танків пр-ка прикривались літаками в кількості 30 шт. До 18:00 атака пр-ка була відбита, залишивши на полі бою три спалених і чотири підбитих пр-к відійшов на вихідні позиції.“
З нагородного листа на ім'я заступника з оперативної роботи начальника штабу 25-ї танкової бригади старшого лейтенанта Івана Тарасова: „…з 31 січня внаслідок вибуття начальника штабу бригади виконував його обов'язки… 31 січня вів колону танків на південну околицю Лебедин, В цей час почалася танкова атака з боку противника. Тов. Тарасов очолив управління з відбиття атаки противника. Атака противника була відбита, при цьому противник втратив 3 танки спаленими і 4 підбитими.“
З нагородного листа на ім'я командира взводу середніх танків 25-ї танкової бригади лейтенанта Адельзяна Аюпова: »31 січня 1944 року, діючи за командира роти, за наказом вів колону на південну околицю Лебедин, своєчасно виявив до 25 німецьких танків, що йшли в атаку. Прикриваючись лісовим насадженням, зробив засідку і відкрив ураганний вогонь по ворожим танкам, тим самим давши можливість розгорнутися бригаді і своєчасно вступити в бій. Внаслідок зустрічного бою бригада завдала противнику значних збитків. Сам т. Аюпов в цьому бою запалив один танк типу «Тигр». В цьому бою артилерійським снарядом з ворожого танка т. Аюпов був убитий."
У «Підсумковому бойовому донесенні № 32 штабу 69-ї гв. сд» від 15:00 1.02.1944 р. повідомлялося:
«О 16:00 31.1.44 до 25 танків противника вийшли з напряму х. Маринівка на північні скати вис. 165.8 і протягом години вели обстріл бойових порядків 3/204 гв. сп і 2/206 гв. сп, розташованих на південній і південно-зах. околицях Лебедин, а також по центру Лебедин. Після бою, в якому взяли участь наші танки, полкова і дивізійна артилерія і дві батареї 75 ОВПТД, противник, втративши 3 танки підбитими і підпаленими і 1 танк підірваним на наших мінних полях, відійшов у південно-західному напрямку… За минулу добу…підпалено, підбито і підірвано 4 середніх танки противника.»
Участь у бою 31 січня 1944 року на південній околиці Лебедина брали й бійці 412-го гвардійського мінометного дивізіону 302-го гвардійського мінометного полку. Зокрема, командир машини, гвардії сержант Микола Сорока: «діючи швидко і сміливо, вивів бойову машину і дав залп по танкам противника. Залп ліг вдало. Німецькі танки повернули назад і зникли, залишивши 20 трупів солдат і офіцерів.» Також участь у бою брали наступні бійці підрозділу: В. М. Котунов, А. М. Мартинов, К. Распопов, М. Г. Худов.
Свій внесок в оборону Лебедина зробив і сапер 79-го окремого саперного батальйону гвардії рядовий Микола Верменич: «Раптово з'явились німецькі танки, що рухались в напрямку Лебедин… бачачи це, швидко почав переносити заряджені міни в напрямку руху танків, і, ризикуючи життям, переніс…25 штук мін. В результаті… два німецьких середніх танки підірвалися на мінному полі».
Відомо, що під час відбиття ворожої танкової контратаки загинув молодший сержант Анатолій Пилипович Петренко, командир гармати 45-мм батареї 206 гвардійського стрілецького полку 69-ї гвардійської стрілецької дивізії. Посмертно він був нагороджений орденом Вітчизняної війни 2-го ступеню.
Зі складу 75-го окремого гвардійського винищувального протитанкового дивізіону загинули:
1. Чурілов, Дмитро Григорович, заступник командира дивізіону з політичної частини, гв. капітан;
2. Драновський, Олексій Нілович, діловод-скарбничий, гв. ст. лейтенант інтендантської служби;
3. Алєксєєнко, Максим Дмитрович, командир взводу роти ПТР, гв. лейтенант.

В бою 31.01.1944 р. також загинув Віталій Архипович Макаров, старший телефоніст 96-ї окремої гвардійської роти зв'язку 69 гв. сд.
В обліковій картці військового поховання, розташованого в центрі села, зазначено і ім'я Понкратова Михайла Васильовича — рядового 1329 винищувального протитанкового артилерійського полку 2-ї окремої винищувальної протитанкової артилерійської бригади. Ймовірно, він належав до складу 3-ї батареї, оскільки в обох нагородних наказах цього полку за лютий 1944 р. згадується бій 3-ї батареї проти 14-ти німецьких танків, який відбувся 31.01.1944 р. на південь від Шполи. Серед нагороджених:
1. Маркін, А. С., командир гармати 3-ї батареї, старший сержант;
2. Уткін, Н. А., командир гармати 3-ї батареї, старший сержант;
3. Юлдашев, Аміджан, навідник 3-ї батареї, молодший сержант;
4. Фьодоров, І. П., навідник 3-ї батареї, молодший сержант;
5. Давидов, Іван Іванович, заступник навідника 3-ї батареї, молодший сержант.
6. Захаров, Олексій Дмитрович, заступник навідника 3-ї батареї, молодший сержант.

Бійцями 3-ї батареї було підбито 1 середній танк, решта повернули назад, і встигли сховатися в лісі. Запис про бій 3-ї батареї 1329-го протитанкового полку на шляху Шпола - Кримки є   в Журналі бойових дій 2-ї окремої винищувальної протитанкової артилерійської бригади (ЦАМО, ф. 9684, о. 1, спр. 13, арк. 1).
Брав участь в обороні Лебедина і 105-й інженерно-саперний батальйон під командуванням майора Гуліна, зі складу 5-ї інженерно-саперної бригади Резерву Головнокомандування. У нагородному листі на ім'я єфрейтора Миколи Матвійовича Сахнова від 21 лютого 1944 року вказано: «При мінуванні танконебезпечних напрямів в районах Кримки і на південний захід від Лебедина, коли противник рвався на північ до оточеного угруповання, єфрейтор Сахнов встановив 185 мін».
30 січня 1944 р. на північ від Лебедина було взято в полон 21 німецького солдата зі складу 57-ї і 389-ї піхотних дивізій. У цей же день 2 стрілецькі полки 375-ї дивізії вели наступ в цьому районі в напрямку Мар'янівки.
31 січня 1944 р. о 10:30 сили 62-ї гв. сд і батальйон 69-ї гв. сд 4-ї гв. армії, який знаходився в Лебедині, відбили атаку противника, сили якого налічували 100 піхотинців та 18 танків дивізії СС «Вікінг», зі сторони Матусова. Станом на 30.01.1944 р. всього в цій дивізії налічувалося 450 солдатів і 20 танків. Метою атаки був прорив з оточення на південь. У цей же день був захоплений наказ по саперному батальйону 389-ї піхотної дивізії про відступ у напрямку м. Первомайськ.
О 15:30 31 січня 1944 р. на південній околиці села відбувся бій за участі передових частин 89-ї гвардійської стрілецької дивізії, яка здійснювала марш з Рейментарівки на Водяне — вона була атакована 12-ма танками та 6 БТРами німців. Спільно з 2-м батальйоном 206-го полку 69-ї гв. стрілецької дивізії, ворожа контратака була відбита, противник втратив 3 танки.
На вечір 31 січня 1944 р. в селі перебував штаб 21-го гвардійського стрілецького корпусу. На південній околиці Лебедина займала оборону 375-а стрілецька дивізія. На 1 лютого 1944 року вона мала наступний склад: 3794 бійці, 1771 гвинтівка, 728 автоматів, 173 ручних і 33 станкових кулемети, 57 мінометів (з них 18 мали калібр 120 мм, решта — 82 мм), 35 гармат (в тому числі 10 гаубиць калібром 122 мм), 61 протитанкова рушниця.

Таким чином, спільними зусиллями всіх перелічених частин і підрозділів було відбито зустрічні атаки підрозділів дивізії СС «Вікінг» з півночі та 47-го танкового корпусу з півдня. Ворожий прорив через Лебедин не вдався.

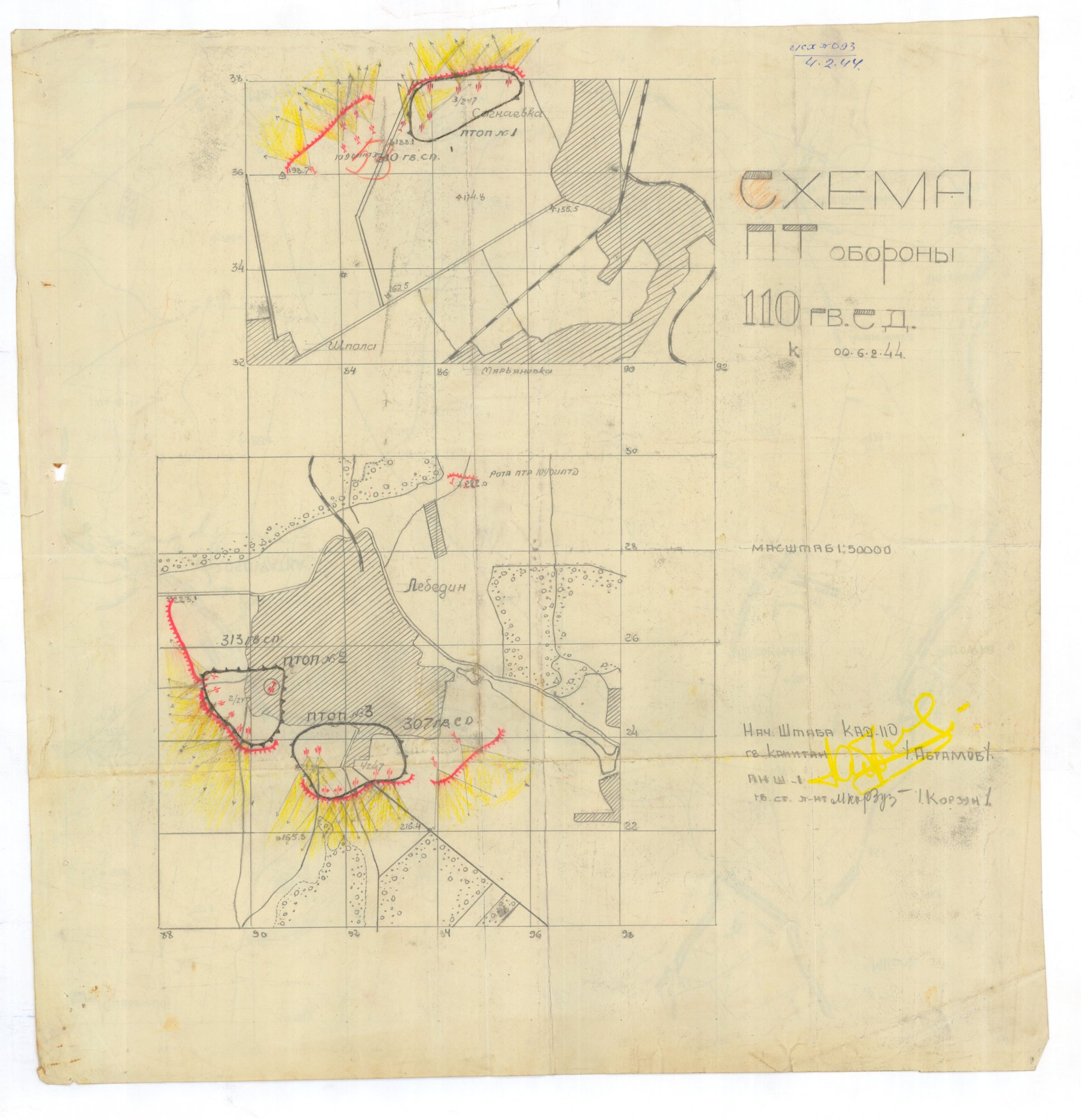
Схема протитанкової оборони 110-ї гв. сд біля с. Лебедин станом на 6 лютого 1944 р.

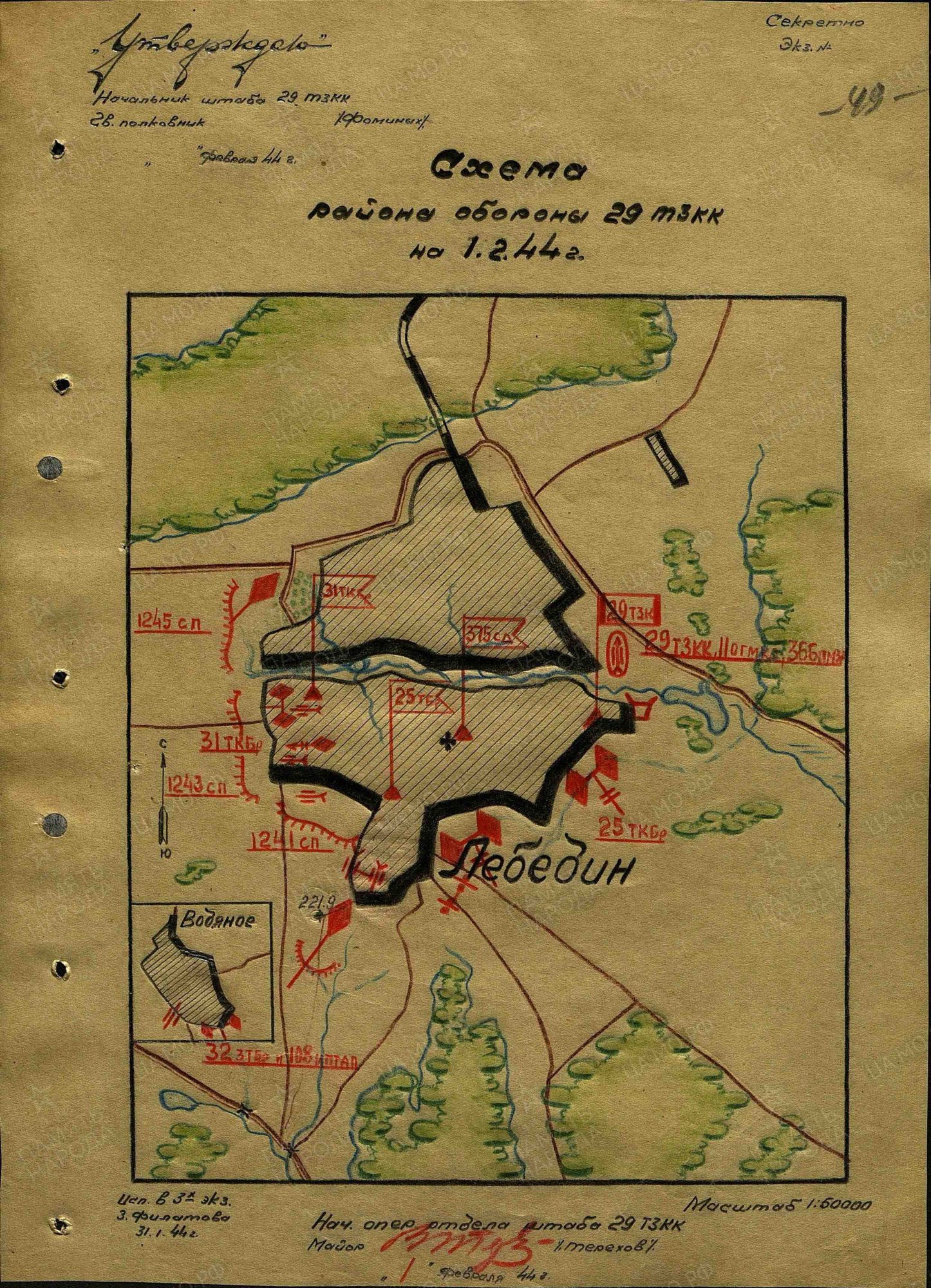
Схема району оборони 29 тк на 1 лютого 1944 р.

Надалі, з 4 по 10 лютого 1944 року, з завданням не допустити танкового прориву ворога, на південній околиці села займала оборонні позиції 110-а гвардійська стрілецька дивізія. 1 лютого 1944 року командування дивізії отримало наказ — перейти в резерв фронту, здійснити марш 5-а Іванівка, Шпаково, Ставидло, Буртки, Оситняжка, Капітанівка, Капітанівка, Журавка, Лебедин, і зайняти протитанкову оборону на південно-західній окраїні останнього, в готовності до відбиття атак танків і піхоти противника з напряму Водяне-Лип'янка. Станом на 11:30 6 лютого 1944 року на даному оборонному рубежі бійцями дивізії було створено 4 протитанкових опорних пункти (ПТОП). ПТОП № 1 знаходився поруч з вис. 223.1, мав у своєму складі 2-й дивізіон 247-го гвардійського артполку, 2 гармати польової артилерії 313-го гв. сп та 9 гармат калібру 155-мм. ПТОП № 2 знаходився на перетині доріг Лебедин — хутір Маринівка, Лебедин — Кримки, включав в себе 4-у батарею 2-го дивізіону 247-го гвардійського артполку, 3 гармати калібром 45-мм, 5 протитанкових рушниць. ПТОП № 3 був розташований біля висоти 221.9. Його основу складала 1-ша батарея 247-го гвардійського артполку. Також в його складі містилися 2 гармати польової артилерії та 6 ПТР від 307 гв. сп. ПТОП № 4 облаштовувася силами 310-го гв. сп на лісовій галявині на північ від Лебедина, поруч із станцією Златопіль, біля висоти 224.3. Він мав на меті відбиття можливих ударів зсередини котла, з напряму Буртів. До складу ПТОП входили 3 дивізіон 247-го гвардійського артполку, 2 гармати польової артилерії та 7 ПТР від 310 гв. сп. Комендантами ПТОПів відповідно було призначено: гв. майора Руденка, гв. капітана Бєлохвостова, гв. майора Єрмакова. При цьому, Руденко і Єрмаков займали посади заступників командирів стрілецьких полків.
Згідно з текстом бойового донесення штабу110-ї гв. сд, станом на 18:00 8 лютого 1944 року особовим складом з'єднання було виконано наступні оборонні роботи: траншей — 1860 погонних метрів, ходів сполучення — 740 погонних метрів, майданчиків кулеметних — 47 шт., окопів гарматних — 32, мінометних — 26, для протитанкових рушниць — 41. Було влаштовано щілин і схованок 38, командно-спостережних пунктів для командирів рот і батальйонів — 29, для командирів полків і дивізії — 7. Облаштували 49 землянок і бліндажів, встановили мінне поле на 600 протитанкових мін. З новобранцями проводилися навчальні заняття щодо матеріальної частини озброєння (ППШ, кулеметів, ПТР).
Наземні війська активно прикривалися з повітря частинами 5-ї Повітряної армії. В бойових вильотах поблизу Лебедина був збитий і приземлився на парашуті майбутній Герой Радянського Союзу Сергій Коновалов. Також був збитий Олексій Проскурін (вважався зниклим безвісти, вижив), загинули льотчики Олександр Колєсніков, Олександр Кальянов, Василь Єрофєєв, зникли без вісти Георгій Куліков та повітряний стрілок Пантелей Фірсов. В районі Лебедина впали 3 німецькі літаки, збиті Валентином Мудрєцовим (Ме-109), Василем Сисоєвим (Ю-87), обидва — 30 січня, і Олексієм Сопіним (ФВ-190), збитий 1 лютого.
29 січня 1944 року, о 14:55, ведучи розвідку військ противника в районі Лебедин-Шпола, пара Як-1 зі складу 516-го винищувального авіаційного полку зустріла 2 групи літаків Ю-87. Зав'язався повітряний бій, під час якого Іллєю Андріановим було збито 1 «юнкерс». 1 лютого 1944 року поблизу села відбувся знаковий спільний бій двох груп 183-го винищувального авіаційного полку загальною кількістю 12 «Як-1» проти 60-ти Ю-87. Було збито 9 літаків — 8 Ю-87 та 1 ФВ-190. Групи під командуванням старшого лейтенанта Павла Паровіна і лейтенанта Олексія Проскуріна втрат в особовому складі не понесли. Того ж дня групою капітана Івана Марковича Рибкіна у складі 6 літаків «Аерокобра» зі складу 69-го гвардійського винищувального авіаційного полку було збито 5 Ю-87. Також 1 лютого 1944 року 15 ворожих літаків Ме-109 та Фв-190 атакували групу Іл-2 800-го шап. Серед повітряних стрілків, що відбили напад, був і гв. сержант Микола Слєпов, котрого згодом відзначили орденом Вітчизняної війни І ступеня.
За спонсорської підтримки Лебединського насіннєвого заводу сьогодні утримується сільський історико-краєзнавчий музей, заснований у 1989-90 роках у приміщенні колишньої майстерні школи № 1. Музей площею 120 м² має 4 оглядові зали та підсобне приміщення. Усі експонати місцевого походження, знайдені в Лебедині та його околицях. Директор музею — історик-краєзнавець О. Музиченко.
6 серпня 2016 року Святійший патріарх Філарет під час архіпастирського візиту на Черкащину очолив святкування 190-ліття Спасо-Преображенського храму.

## Економіка
Майже 4-тисячне село має кілька магазинів, дві перукарні, ательє, дві аптеки, два кафе для відпочинку, відділення банку і дуже активне відділення Нової пошти.
- LNZ Group — український вертикально-інтегрований агропромисловий холдинг, що спеціалізується на торгівлі посівним матеріалом та засобами захисту рослин, вирощуванні зернових та технічних культур, тваринництві та зернотрейдерській діяльності. Утворений на базі Лебединського насіннєвого заводу.[7] Нині LNZ Group — справжній авторитет у сучасному насінництві. Постійно експериментує з новими культурами. Щоби підвищити урожайність на угіддях, активно стимулює розвиток бджолярства. В компанії упевнені, що саме такі екологічні методи мають перспективу для майбутнього.[6]
- Лебедин першим почав в Україні масово розводити малину. Тут ґрунти особливі для неї. Місцевий підприємець Іван Поскребишев вчасно зреагував на кон'юнктуру і почав завозити з Європи обладнання, міні-машини для ягідних плантацій. Земляки вдячні. Але ринок привабив вже забагато конкурентів, малина здешевшала. Лебединці замислилися про зміни. На заводі міркують про заморозку ягоди. Кмітливі ж ягідники подумують, чи не готувати бочки під малинове вино або планувати власний консервний завод — користь від глибокої переробки продукту випробували історично.[6]

## Населення
Згідно з переписом УРСР 1989 року чисельність наявного населення села становила 5299 осіб, з яких 2315 чоловіків та 2984 жінки.
За переписом населення України 2001 року в селі мешкали 4572 особи.

### Мова
Розподіл населення за рідною мовою за даними перепису 2001 року:
| Мова       | Відсоток |
| ---------- | -------- |
| українська | 97,57 %  |
| російська  | 2,15 %   |
| молдовська | 0,13 %   |
| білоруська | 0,02 %   |

## Пам'ятки
- Лебединський Миколаївський монастир
- Спасо-Преображенська церква
- Пам'ятний хрест на місці розташування Георгіївського чоловічого монастиря
- Митницький — гідрологічний заказник місцевого значення
- Погруддя Т. Г. Шевченка
- Вітряний млин (на в'їзді з боку м. Шпола)
- Хрест в пам'ять про загиблих під час Голодомору
- Братські могили радянських воїнів (у заводському парку та в центрі села)
- Пам'ятник підпільній групі П. Осовського (поблизу Лебединського насіннєвого заводу)
- Обеліск Слави на честь односельців, загиблих у війні проти нацизму.
- Алея Пам'яті на честь воїнів-земляків, загиблих в ході російсько-української війни. Встановлена влітку 2025 року.

## Персоналії
У селі Лебедин народилися:
- Герасименко Михайло Петрович — історик-економіст і педагог, доктор економічних наук.
- Зозуля Яків Максимович — український політичний і військовий діяч, військовий медик, правник, викладач, публіцист.
- Кохно Валентин Микитович — діяч української діаспори.
- Ковіта Сергій Валентинович (1995—2022) — сержант Збройних сил України, учасник російсько-української війни.
- Морозов Іван Олександрович — радянський артилерист, Герой Радянського Союзу.
- Тур'ян Пінхус Григорович — Герой Радянського Союзу.
- Шпоть Олексій Сергійович — кандидат технічних наук, дослідник «Велесової книги».
- Катерина Потапенко (Темненко) — Заслужений майстер спорту України.
- Криворучко Володимир Семенович — радянський і український офіцер, авіатехнік, в роки Афганської війни — начальник техніко-експлуатаційної частини 280-го окремого Червонопрапорного вертолітного полку. Кавалер ряду бойових орденів.
- Морозов Іван Олександрович — Герой Радянського Союзу

## Цікаві факти
- Село згадується у двох народних піснях: «Ой, що ж бо та й за ворон…», «Ой під лісом, та під Лебедином».[6]
- У тутешніх лісах здавна люди промишляли пасіками, чим привабили церковників. Видубецький монастир, Софіївський, Михайлівський собори та Кирилівська церква отримували до Києва звідси сировину для свічок. В одному з урочищ була і пасіка Богдана Хмельницького.[6]
- Біля місцевого монастиря аж паморочиться від пахощів яскравої фацелії — визнаного медоноса. Лебединські господарі частенько підсівають її, щоби підбадьорити своїх бджіл.[6]
- У Реєстрі Війська Запорозького

1649 року, а саме в списках Корсунського полка, згадуються двоє козаків — Богушъ Лебединъский та Мартинь Лебединченко які імовірно були вихідцями з Лебедина або так чи інакше були з ним пов'язані.
Також у Реєстрі згадується багато прізвищ які доволі розповсюджені у селі та навколо.
- Окрім козаків Лебединського та Лебединченка носієм топонімічного прізвища(повязоного з селом Лебедин) є український та радянський архітектор Лебединський Григорій Ісаєвич, який народився у місті Шпола. Він був учасником архітектурних проектів Трептов-парка у місті Берлін(Німеччина), інтерєру посольства СССР у Німеччині, відновлення мостів у Відні(Австрія) та багатьох будівель на території України
- Ганна Лук'янівна Трезвинська — мати автора «Кайдашевої сім‘ї» Івана Нечуя-Левицького походила з Лебедина. Народилась вона у сім'ї священника церкви Св. Миколая Лебединського жіночого монастиря Лук'яна Олексійовича Трезвинськиого.